# Христо Христов (политик)
Вижте пояснителната страница за други личности с името Христо Христов.
Христо Илиев Христов е български политик от БКП.

## Биография
Роден е на 11 декември 1931 година в село Саръбеглии, днес село Яворец. През 1955 г. завършва специалност външна търговия във ВИИ „Карл Маркс“. Работи в ДТП „Разноизнос“ като икономист. По-късно е директор на кантора в предприятието.
От 1961 г. е член на БКП. Между 1971 и 1977 г. е заместник-министър и първи заместник-министър на външната търговия. В периода 1977 – 1986 г. е министър на външната търговия. От 1977 до 1990 г. е член на ЦК на БКП, министър на търговията (1986 – 1987), министър на външноикономическите връзки (1989 – 1990). След 1991 г. се захваща частен бизнес.
Във връзка с възникналата криза в края на 70-те години (НРБ има дългове към западни банки за 6 млрд. долара) по предложение на Христо Христов, в качеството му на министър на външната търговия, е приета т.нар. резервна валутна програма. Целта е била да се получат допълнителни валутни приходи главно от реекспорт както и от контролираната от ДС контрабанда.
През 1978 – 1990 г. в качеството на министър на външната търговия, министър на търговията и министър в министерството на външноикономическите връзки и министър на външноикономическите връзки Христо Христов е председател на българо-иракската междуправителствена комисия и реализира крупни българо-иракски проекти по времето на иракския президентСаддам Хюсеин. Умира на 16 ноември 2019 г. в София.
Носител е на два ордена „Георги Димитров“ и орден „13 века България“.